# Bjurslätts IF
Bjurslätts IF är en idrottsförening från stadsdelen Slättadamm på Hisingen i Göteborg, bildad 9 oktober 1953. Föreningen bedriver verksamhet inom fotboll och handboll. Handbollssektionen har cirka 180 medlemmar.

## Fotboll
Herrlaget har som bäst spelat tre säsonger i division 2; 1992, 1993 och 1994.
1990 spelade laget i division 4 men vann sin serie två år i rad, 1990 och 1991. Säsongen 1992 i division 2 spelade laget bland annat oavgjort, 4–4, mot Örgryte IS på Gamla Ullevi och var fyra poäng ifrån att få kvala till division 1 (dåvarande andradivisionen). Efter säsongen 1993 lämnade flera spelare och ledare laget. Laget vann sedan inte en enda seriematch på tre år. 1997 vann laget en seriematch igen, i division 5, men åkte ändå ur den serien.
2010 togs beslutet att lägga ner fotbollsverksamheten, en föreningsgren som varit aktiv sedan mitten av 1960-talet. Anledningen bakom beslutet var både spelarbrist och ledarbrist. 2014 var man dock igång igen.
2019 spelade laget i division 6B Göteborg.